# Мальчин
Мальчин (пол. Malczyn) — село в Польщі, у гміні Насельськ Новодворського повіту Мазовецького воєводства.
Населення — 108 осіб (2011).
У 1975-1998 роках село належало до Цехановського воєводства.

## Демографія
Демографічна структура станом на 31 березня 2011 року:
|          | Загалом | Допрацездатний вік | Працездатний вік | Постпрацездатний вік |
| -------- | ------- | ------------------ | ---------------- | -------------------- |
| Чоловіки | 56      | 16                 | 33               | 7                    |
| Жінки    | 52      | 18                 | 25               | 9                    |
| Разом    | 108     | 34                 | 58               | 16                   |